# 천이 (1901년)

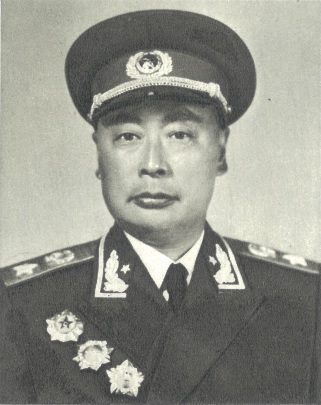
천이

천이(중국어 간체자: 陈毅, 정체자: 陳毅, 병음: Chén Yì, 진의, 1901년 8월 26일 ~ 1972년 6월 6일)는 중화인민공화국의 정치가, 군인이다. 외교관과 시인으로서도 유명하다. 자는 중홍(仲弘). 중국10대원수 중의 한 사람이다.

## 생애
쓰촨성 러즈 현의 중산층 지식인 가정에서 태어났다. 1916년 청두 갑종공업학교에서 공부하고 1919년, 덩샤오핑과 저우언라이와 마찬가지로 일하며 공부하는 "근공검학" 프로그램에 의해 프랑스에 유학하였다. 1921년 중국유학생을 대상으로 한 학생운동을 이끌었다는 이유로 중국에 강제 송환되었고, 1923년 중국공산당에 입당하였다.

## 활동
1927년 우한 중앙군사정치학교의 중국공산당 위원회의 서기가 되었으나, 국공합작이 결렬되자 난창 봉기에 가담하였다. 이후 샹난봉기에도 참여하였다. 이후 마오쩌둥이 이끄는 홍군에 가담했고, 여러 군직을 거치며 지휘자로 부각되었다. 제2차 국공합작이 결성되자 신사군을 맡아 화남지방에서 일본군과 싸웠다.
1945년 일본의 항복이후 본격적인 국공내전이 발발하자 제3야전군 사령관을 맡아 린뱌오의 제4야전군과 함께 1949년 봄 장강을 건너 난징과 상하이를 함락시켰다.

## 정치
중화인민공화국 성립 이후 초대 상하이 시장을 맡으며 정계에 발을 들여놓기도 했다. 1954년에는 국무원 부총리를 맡고 1955년에는 군에 계급제도가 도입되어 원수에 임명되었다. 이후에도 1958년부터 사망시까지 외교부장과 전국정치협상회의 부주석등의 요직을 맡았다.

## 최후
문화대혁명이 시작되자 이를 주도하던 린뱌오 파로부터 비판을 받았고, 실각하여 공장에서 노동자로 일하라는 명령을 받기로 했다. 이후 당에 복직되었으나 유명무실해졌다.
1972년에 베이징에서 암으로 사망하였다.
상하이 와이탄에는 그의 동상이 세워졌고, 1977년에는 그의 유고시집이 출판되기도 했다.

## 같이 보기
- 중국 10대 원수